# Salvatore Di Vittorio
Salvatore Di Vittorio (né le 22 octobre 1967 à Palerme) est un compositeur et un chef d'orchestre italien. Il est le directeur musical et le chef du Chamber Orchestra of New York (en).

## Biographie
Salvatore Di Vittorio a étudié la composition avec Ludmila Ulehla (en) et Giampaolo Bracali à la Manhattan School of Music aux U.S.A., et la direction d'orchestre avec Giampaolo Bracali, Francesco Carotenuto, et plus tard Piero Bellugi en Italie.
Sa musique à programme, en particulier la symphonie à programme ou le poème symphonique, est surtout influencée par Hector Berlioz, Richard Strauss et « suit les traces d'Ottorino Respighi » (Mark Greenfast, New Music Connoisseur). Ses œuvres ont été jouées à Orvieto, Palerme, Pérouse, Bruxelles, Le Caire, Florence, Rome, San José et New York; il a dirigé des orchestres à Palerme, Rome, Florence, Danbury, Sofia, Londres, Vancouver et New York. Il a enseigné à la Loyola School (New York City) (en) et à l'université Adelphi.
Il a attiré l'attention de manière particulière avec le Chamber Orchestra of New York, quand il a été invité par Elsa et Gloria Pizzoli (petites nièces de Respighi) et Potito Pedarra (conservateur des archives Respighi et auteur du catalogue de ses œuvres) pour compléter et orchestrer plusieurs œuvres de jeunesse de Respighi, dont le premier Concerto pour violon en la majeur (1903), en vue d'une publication par les éditions Panastudio en Italie. Il a créé trois de ces partitions révisées, ainsi que sa propre Overtura Respighiana (en) et ses deux premières symphonies à programme, en 2010 avec le Chamber Orchestra of New York (en). Il les a enregistrées pour Naxos. Les enregistrements ont été publiés en 2011.
Autres notables restaurations d'un intérêt historique: l'orchestration par Respighi en 1908 du Lamento di Arianna de Claudio Monteverdi (tirée de l'opéra perdu Arianna, 1608) édité en 2012, et l'achèvement par Di Vittorio de l'orchestration par Respighi des Tre Liriche (1913) édités pour le centième anniversaire en 2013.
En novembre 2012, Di Vittorio a créé sa Sinfonia nº 3 « Templi di Sicilia » lors de ses débuts avec l'Orchestra Sinfonica Siciliana au Teatro Politeama à Palerme". Le programme comprenait également les premières en Europe de l'Overtura Respighiana (en) de Di Vittorio et le premier Concerto pour violon en la majeur de Respighi. Les deux journaux Giornale di Sicilia et La Repubblica ont publié le compte-rendu de ces concerts, applaudissant ces œuvres néo-classiques. Peu après, Di Vittorio a reçu la médaille de Palerme des mains du maire Leoluca Orlando qui a « reconnu la grande importance de l'œuvre de Di Vittorio pour promouvoir la ville de Palerme dans le monde ».
Di Vittorio réside à New York et Palerme.

## Œuvres

### Œuvres orchestrales
- Preludio, per orchestra d'archi (Mouvement I de la Sinfonia nº 1) (1994)
- Elegy, per orchestra (Mouvement IV de la Sinfonia nº 2) (1996)
- Sinfonia no 1 "Isolation", per orchestra d'archi (1994/Révisé en 1999)
- Sinfonia no 2 "Lost Innocence", per orchestra (1997/Révisé en 2000)
- Romanza dal "Romeo e Giulietta", per orchestra da camera (2004)
- San Michele Arcangelo, per baritono, coro e orchestra da camera (prologue de l'opéra Fausto) (2005)
- Overtura Respighiana (en) (basée sur la musique de Ottorino Respighi et Gioachino Rossini) (2008)
- Sinfonia no 3 "Templi di Sicilia", per orchestra (2011)
- Stabat Mater, Speciosa, Per la Nativita', per coro (a cinque) e piccola orchestra (2012)
- Il Tallone di Achille, per piccola orchestra (2010, complété en 2013)
- Overtura Palermo, per orchestra (2013)

### Transcriptions et révisions de musique orchestrale d'Ottorino Respighi
- Concerto pour violon en la majeur (1903/Complété en 2009)[Respighi - Di Vittorio]
- Aria per archi (1901/Transcrit en 2010)
- Suite per archi (1902/Révisée en 2010)
- Suite in Sol Maggiore, per archi ed organo (1905/Éditée en 2011)
- Serenata, per piccola orchestra (1904/Éditée en 2012)
- Lamento di Arianna, per mezzo-sorprano e orchestra (1908/Éditée en 2012) [Monteverdi - Respighi]
- Tre Liriche, per mezzo-sorprano e orchestra (1913/Orchestration complétée en 2013)

### Opéra
- Fausto, opéra en deux actes, pour six solistes, chœur et orchestre de chambre (basé sur Le Docteur Faustus de Thomas Mann; Livret en italien)
- Romeo e Giulietta, opéra en deux actes, pour six solistes, chœur et orchestre (basé sur Roméo et Juliette de William Shakespeare; Livret en italien, 2003)

### Œuvres chorales et vocales
- Magnificat, per coro misto (1995)
- Ave Maria, per coro femminile (1995/Révisé en 1998)
- San Michele Arcangelo, per baritono, coro e orchestra da camera (prologue de l'opéra Fausto) (2005)
- Stabat Mater Speciosa, Per la Nativita', per coro (a cinque) e piccola orchestra (2012)

### Musique de Chambre
- Sonata no 1, per clarinetto (1995/Révisée en 1998)
- Sonata no 2 "Reflections on a Nursery rhyme", per pianoforte (1996)
- Castelli, per piccolo ensemble (2014)